# 吉村洋文
吉村洋文（1975年6月17日—），日本政治人物、律師、稅理士，出身於大阪府河內長野市，現任日本維新會共同代表，所屬政黨是大阪維新會。大阪府知事（第20代）、前大阪市長（第20代）、前任大阪市會議員（當選1期）、眾議院議員（當選1期），國政時代所屬政黨是維新黨。

## 生平
2015年代表大阪維新會參選大阪市長。在自身知名度較低，以及中央執政黨、在野黨聯手夾擊的情況下，依然高票擊敗自由民主黨推薦並獲得民主黨、日本共產黨實質支持的候選人——柳本顯，當選第20代大阪市長，接替卸任的橋下徹。
2019年3月8日宣佈參加4月7日舉行的大阪府知事選舉，並表示已經向大阪市會議長提交辭職申請。隨後該申請被議會否決，但因為3月21日的選舉候補公告中顯示其參選，因此依據公職選舉法，吉村失去大阪市長職務。

## 外部連結
- 官方網站 （页面存档备份，存于）
- 吉村洋文的X（前Twitter）
- 吉村洋文的Facebook專頁
- 吉村洋文的Instagram帳戶

| 官衔            | 官衔                              | 官衔            |
| --------------- | --------------------------------- | --------------- |
| 前任： 橋下徹   | 大阪市長 民選第9代：2015年—2019年 | 繼任： 松井一郎 |
| 前任： 松井一郎 | 大阪府知事 民選第20代：2019年—    | 繼任： 現任     |